# Arachnis flos-aeris
Арахніс повітряно-квітковий (Arachnis flos-aeris) — вид рослини родини орхідні.

## Назва
В англійській мові має назву «орхідея скорпіон» (англ. scorpion orchid).

## Будова
В'юнка моноподна рослина епіфіт, що досягає значних розмірів і може досягати вершини тропічних дерев. Має товсте стебло, що укорінюється по мірі розгалуження рослини. Листя м'ясисте лискуче 18см довжини. Запашні квіти 10 см в діаметрі жовтого кольору з горизонтальними червоно-коричневими смугами. Суцвіття звисає і може досягати 1,8 м завдовжки з великою кількістю квіток, що відкриті довгий період.   

## Поширення та середовище існування
Зростає у Таїланді, Малайзії та Філіппінах.

## Галерея

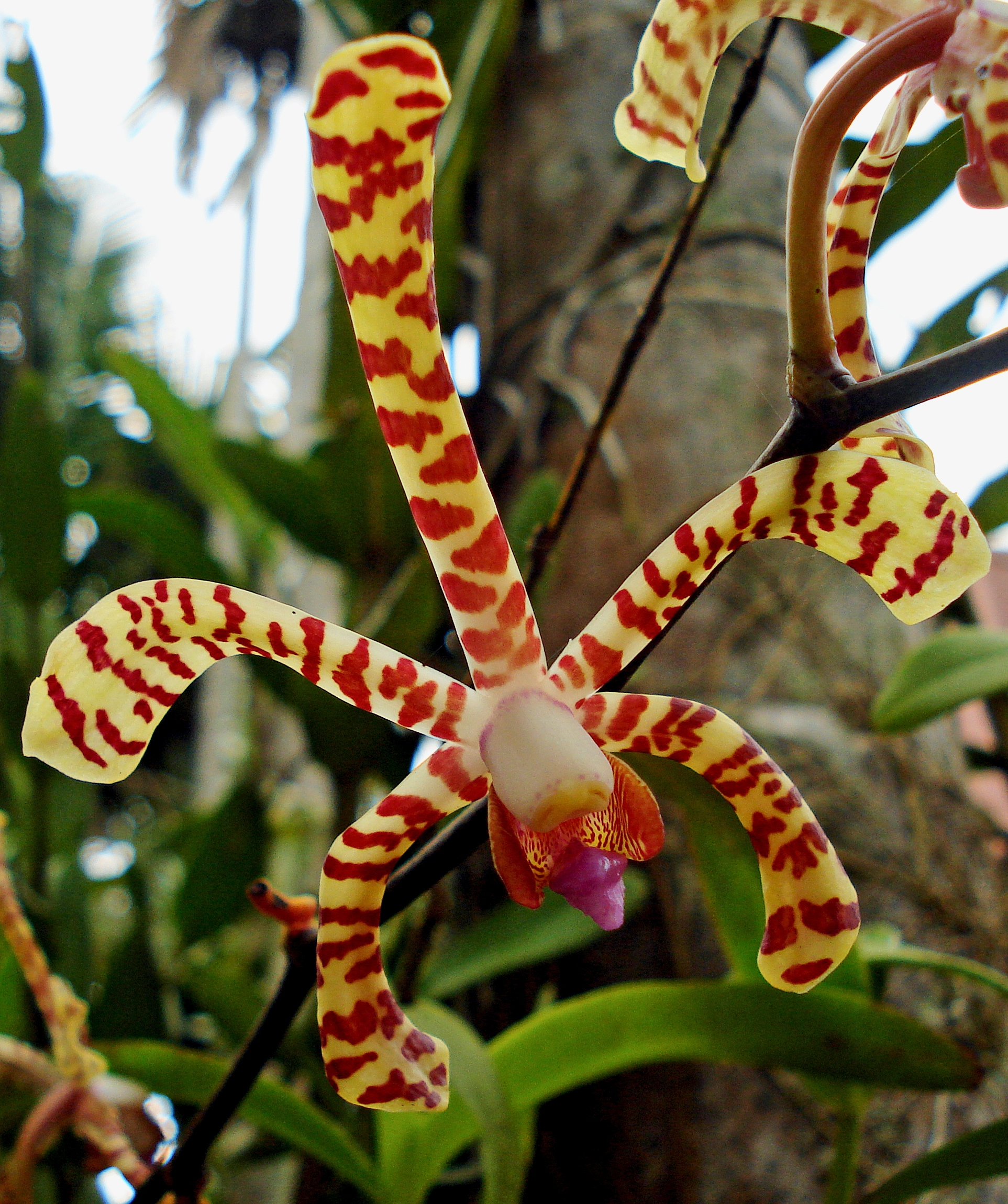
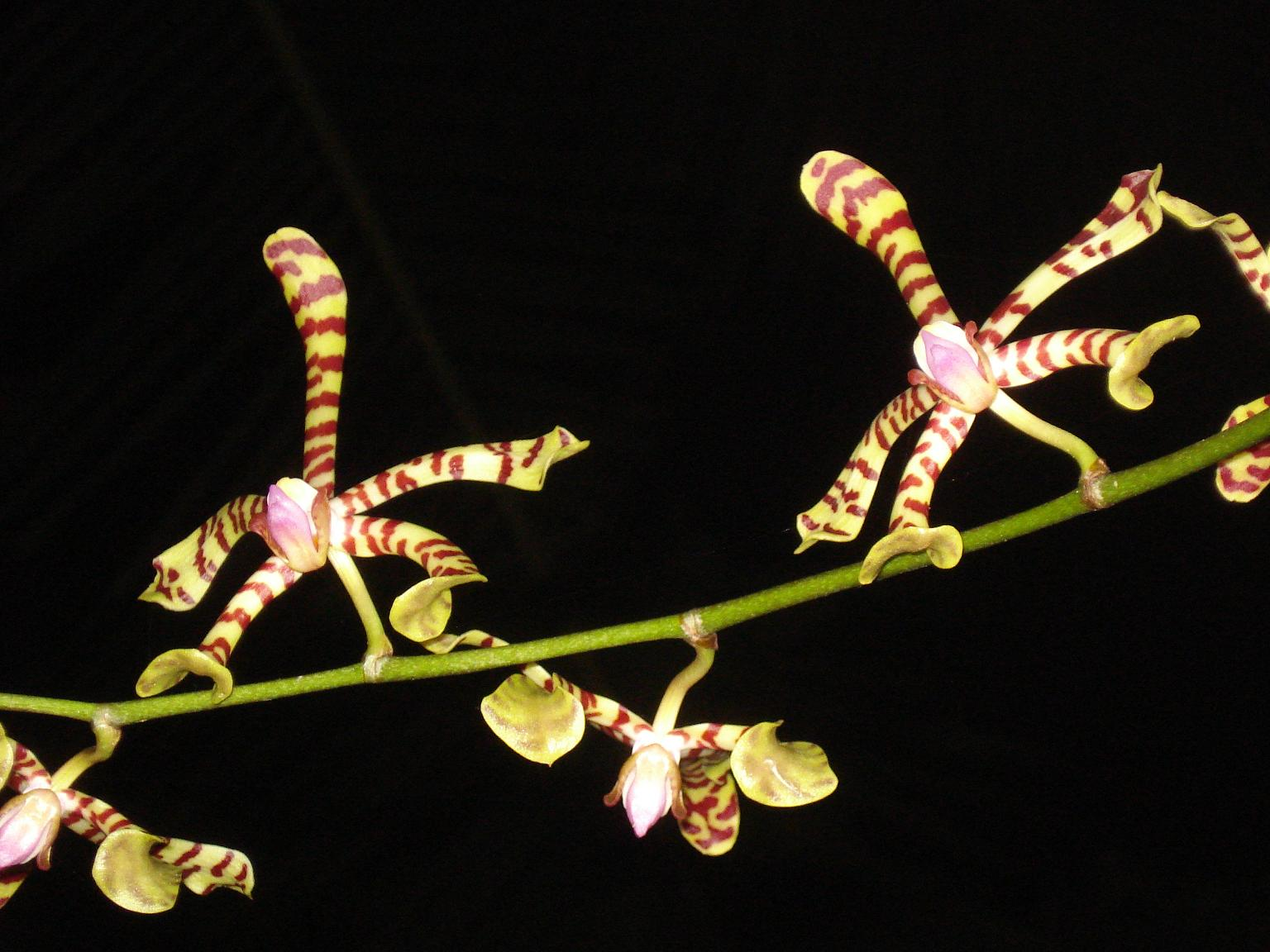
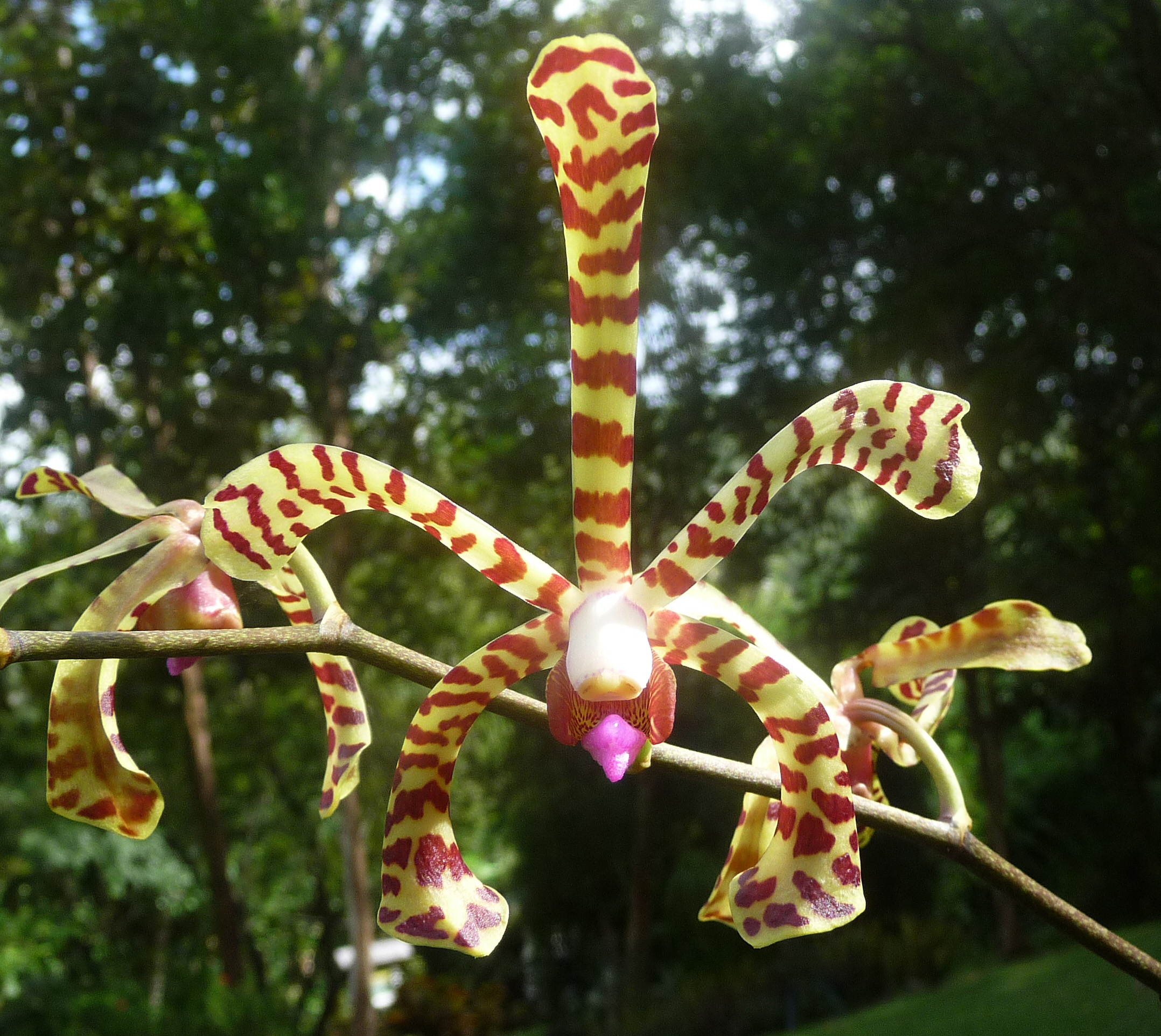